# On the 6
On the 6 — перший студійний альбом Дженніфер Лопес. Виданий 1999 року. Загальна тривалість композицій становить 71:00. Альбом відносять до напрямку поп, R&B. 

## Список пісень
1. «If You Had My Love»- 4:25
2. «Should've Never»- 6:14
3. «Too Late»- 4:27
4. «Feelin' So Good» (з Big Pun і Fat Joe)- 5:27
5. «Let's Get Loud»- 3:59
6. «Could This Be Love»- 4:26
7. «No Me Ames» (Tropical Remix) (з Марком Ентоні)- 5:03
8. «Waiting for Tonight»- 4:06
9. «Open Off My Love»- 4:35
10. «Promise Me You'll Try»- 3:52
11. «It's Not That Serious»- 4:17
12. «Talk About Us»- 4:35
13. «No Me Ames» (Ballad Version) (з Марком Ентоні)- 4:38
14. «Una Noche Más»- 4:05
Utwory bonusowe
15. «Baila»- 3:55
16. «Theme From Mahagony (Do You Know Where You're Going To)»- 3:34

## Хіт-паради
| Чарти (1999)                          | Пікова позиція |
| ------------------------------------- | -------------- |
| Австралія                             | 11             |
| Austrian Albums Chart                 | 7              |
| Бельгія Ultratop 50 (Фландрія)        | 10             |
| Бельгія Ultratop 50 (Валонія)         | 6              |
| Канада                                | 5              |
| Нідерланди                            | 6              |
| Фіндяндія                             | 15             |
| Франція                               | 15             |
| Німеччина                             | 3              |
| Угорщина                              | 14             |
| Японія                                | 20             |
| Нова Зеландія Albums Chart            | 18             |
| Норвегія                              | 14             |
| Швеція                                | 20             |
| Швейцарія                             | 3              |
| Велика Британія                       | 14             |
| U.S. Billboard 200                    | 8              |
| U.S. Billboard Top R&B/Hip-Hop Albums | 8              |
| U.S. Billboard Internet Albums        | 9              |